# Kylie Travis
Kylie Travis (Londres, 27 de abril de 1966) é uma atriz britânica.

## Biografia
Travis nasceu em Londres, Inglaterra; sua família se mudou para a Austrália, vivendo na zona rural de Kalgoorlie.
Travis é a mais velha de quatro irmãs, filhas do geólogo Guy e da enfermeira Lynn; quando tinha quinze anos estava em Perth quando literalmente "tropeçou" com a carreira de modelo: esbarrou numa criança de três anos cujo pai, dono de uma fábrica de roupas, ficou encantado com ela e a inscreveu como modelo; embora sua estatura não fosse adequada para as passarelas, era ideal para revistas e catálogos, de forma que nos dois anos seguintes ela já tinha uma carreira.
Atuou na série Central Park West, interpretando uma editora de moda, Rachel Dennis.
Aos vinte e cinco anos se casou em Los Angeles com o empresário estadunidense Jonathan Spanier, junto a quem criou uma agência de modelos, a Models West.
Casou-se depois com Louis R. Cappelli, também empresário e envolvido com negócios obscuros na remoção de lixo tóxico de construções em Nova Iorque.